# Araç
Araç là một huyện thuộc tỉnh Kastamonu, Thổ Nhĩ Kỳ. Huyện có diện tích 1642 km² và dân số thời điểm năm 2007 là 21054 người, mật độ 13 người/km².